# Una fortuna sfacciata
Una fortuna sfacciata (Outrageous Fortune) è un film del 1987 diretto da Arthur Hiller.

## Trama
Lauren Ames, una ragazza un po' sofisticata, appassionata di danza, scherma e recitazione, è innamorata di Michael Santers. Ma di questi si innamora pure Sandy Brozinsky, di tutt'altra estrazione sociale, volgare e vistosa. Le due donne frequentano la stessa scuola di recitazione, gestita da un russo ed è subito antipatia a prima vista, che diventa però rivalità furente, allorché le due scoprono che il rispettivo "mio uomo" è un'unica persona. Ma Michael improvvisamente scompare: in realtà si tratta di un agente della CIA, che frequenta Lauren e Sandy per mettere in atto un suo piano in favore dei russi, con i quali si mantiene in contatto, grazie ai messaggi che il direttore della scuola gli fa pervenire indirettamente, tramite gli appunti spontaneamente presi durante le lezioni dalle due allieve.
A quanto pare, Michael è perito in un attentato, ma le ragazze, da rivali diventate amiche, non ci credono e partono per ritrovare l'impudente, sulle cui tracce intanto si sono posti, sia i russi, sia la stessa CIA. Finiscono tutti nel Nuovo Messico e là le ragazze ritrovano il loro beneamato, il quale è in possesso di una fialetta (contenente un liquido verdastro, destinato a compromettere l'equilibrio ecologico), da lui rubata e con la quale egli tenta di organizzare un lucroso ricatto. Grazie alla tenacia di Sandy e di Lauren, il piano fallisce e Michael precipita in un burrone in uno sfarfallìo di dollari ormai inutili.

## Premi
Bette Midler è stata, nel 1988 per il Golden Globe nella categoria di migliore attrice - Musical o Commedia AVN. Inoltre ha vinto nel 1988 il American Comedy Award. Anche Alan Silvestri ha ricevuto nel 1988 il premio BMI Film Music Award.

## Produzione
Il film è stato girato a Los Angeles, New York e New Jersey e in varie località del Messico.